# Ebioniți
Ebioniții au fost membrii unei secte ascetice de evrei creștini care îi cuprindea pe nazarineni și pe elkasiți. 
Numele „ebionit” provine din cuvântul ebraic „ebion” (sing.), care înseamnă „sărac”. Există puține informații istorice despre acest grup. Se știe că s-au fixat în Cisiordania, la Pella, au ajuns în Siria, iar apoi în Asia Mică și în Egipt. Au existat pânǎ în sec. IV d. Hr. Ebioniții credeau într-un singur Dumnezeu și susțineau că Isus Cristos a fost Mesia, profetul din Deuteronom. Au respins nașterea din fecioară a lui Cristos, susținând că Isus a fost fiul natural al Mariei și al lui Iosif. Venerau Ierusalimul.
În lucrarea sa Istoria ecleziastă, Eusebiu din Cezareea scrie despre ebioniți:
- cei vechi îi denumeau „ebioniți” datorită sărăciei credinței lor în Cristos;
- ei îl considerau pe Isus un om simplu, obișnuit, care a atras atenția numai datorită virtuților sale deosebite. Isus a fost fructul relației sexuale dintre Maria și un bărbat necunoscut;
- printre ei erau credincioși care, deși purtau același nume, nu negau faptul că Domnul Isus s-a născut din fecioara Maria și Duhul Sfânt. Aceștia însă negau Preexistența lui Hristos;
- toți acești ebioniți negau Epistolele Sfântului Pavel, despre care ei spuneau că a fost un apostat al Legii.

Ebioniții insistau asupra circumciziei și aderării stricte la Lege. Au reprezentat una dintre numeroasele comunități eterodoxe marginalizate și persecutate după ce Conciliul de la Niceea din 325 e.n. a declarat neoficial creștinismul paulin religia ortodoxă a Imperiului Roman.